# Lónsbakki
Lónsbakki – miejscowość w północnej Islandii, na przedmieściach miasta Akureyri, około 1,5 km na zachód od wybrzeża fiordu Eyjafjörður. Przez miejscowość przebiega droga nr 1. Stanowi największą miejscowość w gminie Hörgársveit. Na początku 2018 roku zamieszkiwało ją 102 osoby. Nazwę Lónsbakki nadano jej oficjalnie w 2008 roku.